# Planum Australe

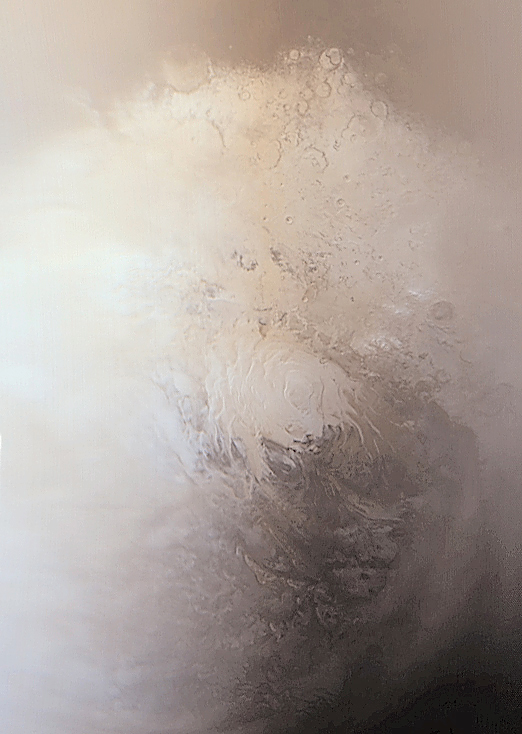
Planum Australe, fotografia da Mars Global Surveyor.

Planum Australe (em latim: "o plano austral") é o pólo sul do planeta Marte. Estende-se para o sul desde as latitudes 75°S, e está centrado em torno das coordenadas 83.9ºS, 160.0ºE. A geologia desta região foi explorada pela frustrada missão da NASA Mars Polar Lander, que perdeu o contato com a Terra durante sua entrada na atmosfera de Marte.

## Capa polar
O Planum Australe encontra-se parcialmente coberto por um capa polar permanente de uns 3 km de espessura, composta de gelo de água e dióxido de carbono. Uma capa de gelo sazonal forma-se acima da permanente durante o inverno marciano, estendendo-se desde 60°S em direção ao sul, atingindo uma espessura de 1 metro nas épocas mais frias do inverno. É possível que o área da capa polar esteja retrocedendo devido a uma mudança climática localizada ou a um acontecimento mais amplo, um aquecimento global em Marte.
Em 1966, Leighton e Murray propuseram que as capas polares marcianas contivessem um estoque de CO2 bem maior que a atmosfera. No entanto, atualmente pensa-se que ambos pólos estão compostos majoritariamente de gelo de água. Ambos os pólos exibem uma delgada coberta sazonal de CO2, enquanto ademais a capa polar sul contém um depósito de CO2 permanente, de 8 a 10 metros de espessura que se encontra acima do depósito de gelo de água. Talvez o argumento a favor para a tese de que a maioria do gelo é água, é que o gelo de CO2 não é o suficientemente forte mecanicamente para formar um calota estável de 3 km de espessura por longos períodos de tempo.
Dados da Mars Express da ESA indicam que na calota polar podem se distinguir três partes principais. A parte mais refletiva da capa é composta por aproximadamente um 85% de gelo seco e 15% de gelo de água. A segunda parte, onde a capa se delimita com as planícies circundantes, é composta quase exclusivamente de gelo de água. Finalmente, a calota de gelo é circundada por campos de permafrost que se estendem dezenas de quilômetros para o norte.
O centro da calota polar permanente não se encontra localizado a 90º S, mas a aproximadamente a 150 km ao norte do pólo sul geográfico. A presença de duas regiões repletas de crateras de impacto no hemisfério ocidental (Hellas Planitia e Argyre Planitia) criam uma escarpa sobre o capa de gelo permanente. Os conseqüentes padrões climáticos derivados deste fato produzem neve branca e esponjosa com um alto albedo, em contraste com a neve mais escura que se forma na parte oriental da região polar.

## Aranhas marcianas
Um fenômeno único associado à capa polar do sul de Marte é o aparecimento de formações geológicas que têm aspecto de teia de aranhas, segundo o gelo de dióxido de carbono se derrete na primavera marciana. Estas formações recebem o nome de aranhas marcianas. A formação destas estruturas não é completamente conhecida, havendo várias teorias propostas por astrogeólogos.

## Acidentes geográficos

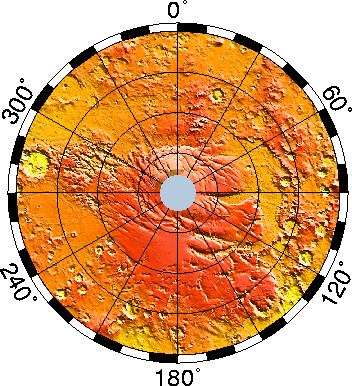
Mapa topográfico do pólo sul marciano. Note-se como o Planum Australe se eleva acima dos terrenos circundantes, povoados de crateras.

Distinguem-se dois sub-regiões no Planum Australe: Australe Lingula e Promethei Lingula, seccionadas por vários cânions: Promethei Chasma, Ultimum Chasma, Chasma Australe e Australe Sulci. Teoriza-se que estes cânion são produto do vento catabático.  A maior cratera de Planum Australe é a cratera McMurdo.